# August Götte
August Götte (* 10. Dezember 1901 in Bremen; † 20. März 1983 in Aachen) war ein deutscher Mineraloge und Hochschullehrer. Er war ein Spezialist für die Kohle.

## Leben
Götte studierte Bergbau und Mineralogie an der Bergakademie Clausthal und promovierte dort Anfang 1928 in der Mineralogie zum Dr.-Ing. Im November 1933 unterzeichnete er das Bekenntnis der deutschen Professoren zu Adolf Hitler. 1947 wurde er als Professor an die RWTH Aachen berufen und lehrte bis 1971 als Direktor des Institutes für Aufbereitung, Kokerei und Brikettierung. 1965 wurde er zum Ehrendoktor der Bergakademie Clausthal ernannt.
Götte war Alter Herr der Burschenschaft Alemannia Bonn. Er gehörte auch dem Verein Deutscher Ingenieure (VDI) mit der Mitgliedsnummer 521105 an.

## Schriften (Auswahl)
- Die Kieslagerstätten bei Sparneck im Fichtelgebirge unter besonderer Berücksichtigung ihrer Genese, Clausthaler Dissertation 16. Januar 1928.[4]
- Unterstützung der Entwässerung von Feinkohle durch chemische Hilfsmittel, Westdeutscher Verlag, Opladen / Köln 1958
- Untersuchungen über die Entwässerung durch Heizöl umbenetzter Steinkohlenschlämme, insbesondere über das Convertol-Verfahren, Westdeutscher Verlag, Opladen / Köln 1961
- Untersuchungen zur Wirkung von Flockungsmitteln und deren Einfluss auf Flotation und Entwässerung feiner Steinkohle, Westdeutscher Verlag, Opladen / Köln 1962
- Grundfragen der Entwässerung von Kohle (= Forschungsberichte des Landes Nordrhein-Westfalen, Band 2052), Westdeutscher Verlag, Köln / Opladen 1970, DNB 456776591 (Beigefügtes Werk: Hans-Willy Wiese: Neue Beobachtungen zum Verkokungsvorgang).